# Vietnam i olympiska sommarspelen 1964
Vietnam deltog med 16 deltagare vid de olympiska sommarspelen 1964 i Tokyo. Ingen av landets deltagare erövrade någon medalj.